# Championship League 2021/22
Die Championship League 2021/22 war ein Einladungsturnier der Snooker-Saison 2021/22. Die acht Gruppenrunden wurden verteilt auf vier Termine zwischen dem 20. Dezember 2021 und dem 3. Februar 2022 gespielt. Zum zweiten Mal in Folge und zum dritten Mal insgesamt wurde in der Morningside Arena von Leicester gespielt.
Die letzte Championship League, allerdings in einem anderen Format und als Weltranglistenturnier, hatte im Sommer 2021 David Gilbert gewonnen. Beim Einladungsturnier im selben Modus vor einem Jahr war Kyren Wilson der Sieger gewesen. Beide Spieler schafften es aber nicht, sich für die diesmalige Winners’s Group zu qualifizieren.
Sieger wurde John Higgins, der im Schlussgruppenfinale Stuart Bingham mit 3:2 schlug. Der Schotte ist nach Judd Trump der zweite Spieler, der den Championship-League-Titel dreimal gewinnen konnte.

## Hintergrund und Modus
Das Turnier war bereits die dritte Ausgabe der Championship League, die im Kalenderjahr 2021 begann. Wegen der COVID-19-Pandemie war zweimal ein Sonderformat mit allen Profispielern und Wertung für die Weltrangliste dazwischengeschoben worden. Diesmal kehrte man wieder zum traditionellen Format mit 25 eingeladenen Spielern zurück.
Gespielt wurde in 7 aufeinander aufbauenden Gruppen mit jeweils 7 Spielern. In jeder Gruppe spielte Jeder gegen Jeden eine Partie. Die letzten beiden in der Endtabelle schieden aus. Die ersten Vier spielten ein Ausscheidungsturnier, der Sieger erreichte die Winners’ Group. Die vier verbleibenden Spieler spielten zusammen mit drei neuen Spielern in der nächsten Gruppe nach demselben Modus usw. bis zur Gruppe 7. Die 7 Gruppensieger spielten zum Abschluss in der Winners’ Group, in der auf dieselbe Weise der Turniersieger ermittelt wurde.

## Preisgeld
Da es sich bei der Championship League um ein Einladungsturnier handelt, zählt das Preisgeld nicht für die Snookerweltrangliste. Die Prämienverteilung und -höhe ist in diesem Format im Wesentlichen seit der Erstausgabe des Turniers 2008 gleich geblieben.
| Gruppen 1–7                            | Preisgeld |
| -------------------------------------- | --------- |
| Sieger                                 | 3.000 £   |
| Finalist                               | 2.000 £   |
| Halbfinalist                           | 1.000 £   |
| Prämie pro Framegewinn (K.-o.-Phase)   | 300 £     |
| Prämie pro Framegewinn (Gruppenspiele) | 100 £     |
| Höchstes Break                         | 500 £     |

| Winners’ Group                         | Preisgeld |
| -------------------------------------- | --------- |
| Turniersieger                          | 10.000 £  |
| Finalist                               | 5.000 £   |
| Halbfinalist                           | 3.000 £   |
| Prämie pro Framegewinn (K.-o.-Phase)   | 300 £     |
| Prämie pro Framegewinn (Gruppenspiele) | 200 £     |
| Höchstes Break                         | 1.000 £   |

## Qualifikationsgruppen
In jeder der sieben Gruppen traten sieben Spieler im Round-Robin-Modus gegeneinander an. Die ersten vier Spieler jeder Gruppe qualifizierten sich für eine K.-o.-Phase, in der der Gruppensieger bestimmt wurde. Nur dieser qualifizierte sich für die abschließende Winners’ Group. Die in der K.-o.-Phase unterlegenen Spieler sowie der auf Rang 5 platzierte Spieler traten in der folgenden Gruppe wieder an. Die beiden Gruppenletzten schieden aus dem Turnier aus.

### Gruppe 1
Die Spiele der ersten Gruppe fanden am 20. und 21. Dezember 2021 statt. In den Gruppenspielen setzte sich Graeme Dott souverän ohne Niederlage durch, unterlag jedoch in der K.-o.-Phase bereits im Halbfinale gegen Jack Lisowski. Am Ende setzte sich der Gruppenzweite Liang Wenbo im Finale mit 3:1 durch und qualifizierte sich als erster Spieler für die Winners’ Group. Die Prämie für das höchste Break teilte er sich mit seinem Landsmann Zhou Yuelong, beiden gelang ein Break von 136 Punkten.

#### Gruppenspiele
| Spiel | Spieler 1     | Ergebnis | Spieler 2    |
| ----- | ------------- | -------- | ------------ |
| 1     | Jack Lisowski | 13:13    | Zhou Yuelong |
| 2     | Graeme Dott   | 13:13    | Tom Ford     |
| 3     | Jack Lisowski | 30:30    | Gary Wilson  |
| 4     | Ryan Day      | 31:31    | Liang Wenbo  |
| 5     | Zhou Yuelong  | 31:31    | Graeme Dott  |
| 6     | Gary Wilson   | 32:32    | Liang Wenbo  |
| 7     | Jack Lisowski | 31:31    | Graeme Dott  |
| 8     | Tom Ford      | 32:32    | Ryan Day     |
| 9     | Graeme Dott   | 13:13    | Gary Wilson  |
| 10    | Zhou Yuelong  | 13:13    | Tom Ford     |
| 11    | Gary Wilson   | 32:32    | Ryan Day     |
| 12    | Jack Lisowski | 23:23    | Liang Wenbo  |

| Spiel | Spieler 1     | Ergebnis | Spieler 2    |
| ----- | ------------- | -------- | ------------ |
| 1     | Jack Lisowski | 13:13    | Zhou Yuelong |
| 2     | Graeme Dott   | 13:13    | Tom Ford     |
| 3     | Jack Lisowski | 30:30    | Gary Wilson  |
| 4     | Ryan Day      | 31:31    | Liang Wenbo  |
| 5     | Zhou Yuelong  | 31:31    | Graeme Dott  |
| 6     | Gary Wilson   | 32:32    | Liang Wenbo  |
| 7     | Jack Lisowski | 31:31    | Graeme Dott  |
| 8     | Tom Ford      | 32:32    | Ryan Day     |
| 9     | Graeme Dott   | 13:13    | Gary Wilson  |
| 10    | Zhou Yuelong  | 13:13    | Tom Ford     |
| 11    | Gary Wilson   | 32:32    | Ryan Day     |
| 12    | Jack Lisowski | 23:23    | Liang Wenbo  |

| Spiel | Spieler 1     | Ergebnis | Spieler 2   |
| ----- | ------------- | -------- | ----------- |
| 13    | Tom Ford      | 31:31    | Liang Wenbo |
| 14    | Zhou Yuelong  | 31:31    | Ryan Day    |
| 15    | Tom Ford      | 13:13    | Gary Wilson |
| 16    | Graeme Dott   | 23:23    | Ryan Day    |
| 17    | Zhou Yuelong  | 32:32    | Gary Wilson |
| 18    | Graeme Dott   | 23:23    | Liang Wenbo |
| 19    | Jack Lisowski | 13:13    | Ryan Day    |
| 20    | Zhou Yuelong  | 23:23    | Liang Wenbo |
| 21    | Jack Lisowski | 31:31    | Tom Ford    |

| Spiel | Spieler 1     | Ergebnis | Spieler 2   |
| ----- | ------------- | -------- | ----------- |
| 13    | Tom Ford      | 31:31    | Liang Wenbo |
| 14    | Zhou Yuelong  | 31:31    | Ryan Day    |
| 15    | Tom Ford      | 13:13    | Gary Wilson |
| 16    | Graeme Dott   | 23:23    | Ryan Day    |
| 17    | Zhou Yuelong  | 32:32    | Gary Wilson |
| 18    | Graeme Dott   | 23:23    | Liang Wenbo |
| 19    | Jack Lisowski | 13:13    | Ryan Day    |
| 20    | Zhou Yuelong  | 23:23    | Liang Wenbo |
| 21    | Jack Lisowski | 31:31    | Tom Ford    |

#### Tabelle
| Pos. | Spieler       | Gegner | Gegner | Gegner | Gegner | Gegner | Gegner | Gegner | Partien | Frames | Punkte | Preisgeld NB |
| ---- | ------------- | ------ | ------ | ------ | ------ | ------ | ------ | ------ | ------- | ------ | ------ | ------------ |
| Pos. | Spieler       | DOT    | LIA    | DAY    | LIS    | GWI    | FOR    | ZHO    | Partien | Frames | Punkte | Preisgeld NB |
| 1    | Graeme Dott   |        | 3:2    | 3:2    | 3:1    | 3:1    | 3:1    | 3:1    | 6:0     | 18:8   | 6      | 3100 £       |
| 2    | Liang Wenbo   | 2:3    |        | 3:1    | 2:3    | 3:2    | 3:1    | 2:3    | 3:3     | 15:13  | 3      | 006550 £ HB  |
| 3    | Ryan Day      | 2:3    | 1:3    |        | 1:3    | 3:2    | 3:2    | 3:1    | 3:3     | 13:14  | 3      | 2900 £       |
| 4    | Jack Lisowski | 1:3    | 3:2    | 3:1    |        | 0:3    | 1:3    | 3:1    | 3:3     | 11:13  | 3      | 4300 £       |
| 5    | Gary Wilson   | 1:3    | 2:3    | 2:3    | 3:0    |        | 1:3    | 3:2    | 2:4     | 12:14  | 2      | 1200 £       |
| 6    | Tom Ford      | 1:3    | 1:3    | 2:3    | 3:1    | 3:1    |        | 1:3    | 2:4     | 11:14  | 2      | 1100 £       |
| 7    | Zhou Yuelong  | 1:3    | 3:2    | 1:3    | 1:3    | 2:3    | 3:1    |        | 2:4     | 11:15  | 2      | 001350 £ HB  |

Qualifikation für das Halbfinale der Gruppe 1
Qualifikation für Gruppe 2

#### K.-o.-Phase
|  | Halbfinale Best of 5 Frames | Halbfinale Best of 5 Frames | Halbfinale Best of 5 Frames |  |  | Finale Best of 5 Frames | Finale Best of 5 Frames | Finale Best of 5 Frames |
|  |                             |                             |                             |  |  |                         |                         |                         |
|  |                             |                             |                             |  |  |                         |                         |                         |
|  | 1                           | Graeme Dott                 | 1                           |  |  |                         |                         |                         |
|  | 4                           | Jack Lisowski               | 3                           |  |  |                         |                         |                         |
|  |                             |                             |                             |  |  | 4                       | Jack Lisowski           | 1                       |
|  |                             |                             |                             |  |  | 2                       | Liang Wenbo             | 3                       |
|  | 2                           | Liang Wenbo                 | 3                           |  |  |                         |                         |                         |
|  | 3                           | Ryan Day                    | 2                           |  |  |                         |                         |                         |
|  |                             |                             |                             |  |  |                         |                         |                         |

### Gruppe 2
Die Spiele der Gruppe 2 wurden am 22. und 23. Dezember 2021 ausgetragen. Vier Spieler aus Gruppe 1 bekamen eine zweite Chance, neu hinzu kamen Xiao Guodong, Lu Ning und Joe Perry. Graeme Dott nutzte seine zweite Chance zur Qualifikation für die Endrunde. Dagegen schieden Jack Lisowski und Gary Wilson endgültig aus dem Turnier aus. Die Zusatzprämie für das höchste Break sicherte sich Ryan Day mit einer Aufnahme von 142 Punkten.

#### Gruppenspiele
| Spiel | Spieler 1    | Ergebnis | Spieler 2     |
| ----- | ------------ | -------- | ------------- |
| 1     | Xiao Guodong | 31:31    | Lu Ning       |
| 2     | Joe Perry    | 23:23    | Gary Wilson   |
| 3     | Xiao Guodong | 23:23    | Graeme Dott   |
| 4     | Ryan Day     | 32:32    | Jack Lisowski |
| 5     | Lu Ning      | 03:03    | Joe Perry     |
| 6     | Graeme Dott  | 23:23    | Jack Lisowski |
| 7     | Xiao Guodong | 32:32    | Joe Perry     |
| 8     | Gary Wilson  | 30:30    | Ryan Day      |
| 9     | Joe Perry    | 13:13    | Graeme Dott   |
| 10    | Lu Ning      | 32:32    | Gary Wilson   |
| 11    | Graeme Dott  | 32:32    | Ryan Day      |
| 12    | Xiao Guodong | 23:23    | Jack Lisowski |

| Spiel | Spieler 1    | Ergebnis | Spieler 2     |
| ----- | ------------ | -------- | ------------- |
| 1     | Xiao Guodong | 31:31    | Lu Ning       |
| 2     | Joe Perry    | 23:23    | Gary Wilson   |
| 3     | Xiao Guodong | 23:23    | Graeme Dott   |
| 4     | Ryan Day     | 32:32    | Jack Lisowski |
| 5     | Lu Ning      | 03:03    | Joe Perry     |
| 6     | Graeme Dott  | 23:23    | Jack Lisowski |
| 7     | Xiao Guodong | 32:32    | Joe Perry     |
| 8     | Gary Wilson  | 30:30    | Ryan Day      |
| 9     | Joe Perry    | 13:13    | Graeme Dott   |
| 10    | Lu Ning      | 32:32    | Gary Wilson   |
| 11    | Graeme Dott  | 32:32    | Ryan Day      |
| 12    | Xiao Guodong | 23:23    | Jack Lisowski |

| Spiel | Spieler 1    | Ergebnis | Spieler 2     |
| ----- | ------------ | -------- | ------------- |
| 13    | Gary Wilson  | 31:31    | Jack Lisowski |
| 14    | Lu Ning      | 23:23    | Ryan Day      |
| 15    | Gary Wilson  | 30:30    | Graeme Dott   |
| 16    | Joe Perry    | 30:30    | Ryan Day      |
| 17    | Lu Ning      | 31:31    | Graeme Dott   |
| 18    | Joe Perry    | 23:23    | Jack Lisowski |
| 19    | Xiao Guodong | 31:31    | Ryan Day      |
| 20    | Lu Ning      | 13:13    | Jack Lisowski |
| 21    | Xiao Guodong | 23:23    | Gary Wilson   |

| Spiel | Spieler 1    | Ergebnis | Spieler 2     |
| ----- | ------------ | -------- | ------------- |
| 13    | Gary Wilson  | 31:31    | Jack Lisowski |
| 14    | Lu Ning      | 23:23    | Ryan Day      |
| 15    | Gary Wilson  | 30:30    | Graeme Dott   |
| 16    | Joe Perry    | 30:30    | Ryan Day      |
| 17    | Lu Ning      | 31:31    | Graeme Dott   |
| 18    | Joe Perry    | 23:23    | Jack Lisowski |
| 19    | Xiao Guodong | 31:31    | Ryan Day      |
| 20    | Lu Ning      | 13:13    | Jack Lisowski |
| 21    | Xiao Guodong | 23:23    | Gary Wilson   |

#### Tabelle
| Pos. | Spieler       | Gegner | Gegner | Gegner | Gegner | Gegner | Gegner | Gegner | Partien | Frames | Punkte | Preisgeld NB |
| ---- | ------------- | ------ | ------ | ------ | ------ | ------ | ------ | ------ | ------- | ------ | ------ | ------------ |
| Pos. | Spieler       | DAY    | LUN    | PER    | DOT    | XIA    | LIS    | GWI    | Partien | Frames | Punkte | Preisgeld NB |
| 1    | Ryan Day      |        | 2:3    | 3:0    | 3:2    | 3:1    | 2:3    | 3:0    | 4:2     | 16:9   | 4      | 003700 £ HB  |
| 2    | Lu Ning       | 3:2    |        | 3:0    | 1:3    | 3:1    | 3:1    | 2:3    | 4:2     | 15:10  | 4      | 4700 £       |
| 3    | Joe Perry     | 0:3    | 0:3    |        | 3:1    | 3:2    | 3:2    | 3:2    | 4:2     | 12:13  | 4      | 2800 £       |
| 4    | Graeme Dott   | 2:3    | 3:1    | 1:3    |        | 2:3    | 3:2    | 3:0    | 3:3     | 14:12  | 3      | 6200 £       |
| 5    | Xiao Guodong  | 1:3    | 1:3    | 2:3    | 3:2    |        | 3:2    | 3:2    | 3:3     | 13:15  | 3      | 1200 £       |
| 6    | Jack Lisowski | 3:2    | 1:3    | 2:3    | 2:3    | 2:3    |        | 3:1    | 2:4     | 13:15  | 2      | 1300 £       |
| 7    | Gary Wilson   | 0:3    | 3:2    | 2:3    | 0:3    | 2:3    | 1:3    |        | 1:5     | 8:17   | 1      | 0800 £       |

Qualifikation für das Halbfinale der Gruppe 2
Qualifikation für Gruppe 3

#### K.-o.-Phase
|  | Halbfinale Best of 5 Frames | Halbfinale Best of 5 Frames | Halbfinale Best of 5 Frames |  |  | Finale Best of 5 Frames | Finale Best of 5 Frames | Finale Best of 5 Frames |
|  |                             |                             |                             |  |  |                         |                         |                         |
|  |                             |                             |                             |  |  |                         |                         |                         |
|  | 1                           | Ryan Day                    | 2                           |  |  |                         |                         |                         |
|  | 4                           | Graeme Dott                 | 3                           |  |  |                         |                         |                         |
|  |                             |                             |                             |  |  | 4                       | Graeme Dott             | 3                       |
|  |                             |                             |                             |  |  | 2                       | Lu Ning                 | 1                       |
|  | 2                           | Lu Ning                     | 3                           |  |  |                         |                         |                         |
|  | 3                           | Joe Perry                   | 2                           |  |  |                         |                         |                         |
|  |                             |                             |                             |  |  |                         |                         |                         |

### Gruppe 3
Die Partien der Gruppe 3 fanden am 3. und 4. Januar 2022 statt. Das Teilnehmerfeld wurde erweitert um Mark Selby und Stuart Bingham sowie Zhao Xintong, der den ausgefallenen Mark Williams ersetzte. Der chinesische Sieger der UK Championship nutzte die unerwartete Gelegenheit und zog im ersten Anlauf ungeschlagen in die Winners’ Group ein. Mit Joe Perry und Ryan Day mussten zwei der erfahrensten Spieler die Segel streichen.

#### Gruppenspiele
| Spiel | Spieler 1      | Ergebnis | Spieler 2      |
| ----- | -------------- | -------- | -------------- |
| 1     | Mark Selby     | 30:30    | Zhao Xintong   |
| 2     | Stuart Bingham | 32:32    | Xiao Guodong   |
| 3     | Mark Selby     | 32:32    | Ryan Day       |
| 4     | Joe Perry      | 32:32    | Lu Ning        |
| 5     | Zhao Xintong   | 13:13    | Stuart Bingham |
| 6     | Ryan Day       | 30:30    | Lu Ning        |
| 7     | Mark Selby     | 23:23    | Stuart Bingham |
| 8     | Xiao Guodong   | 23:23    | Joe Perry      |
| 9     | Stuart Bingham | 03:03    | Ryan Day       |
| 10    | Zhao Xintong   | 23:23    | Xiao Guodong   |
| 11    | Ryan Day       | 32:32    | Joe Perry      |
| 12    | Mark Selby     | 13:13    | Lu Ning        |

| Spiel | Spieler 1      | Ergebnis | Spieler 2      |
| ----- | -------------- | -------- | -------------- |
| 1     | Mark Selby     | 30:30    | Zhao Xintong   |
| 2     | Stuart Bingham | 32:32    | Xiao Guodong   |
| 3     | Mark Selby     | 32:32    | Ryan Day       |
| 4     | Joe Perry      | 32:32    | Lu Ning        |
| 5     | Zhao Xintong   | 13:13    | Stuart Bingham |
| 6     | Ryan Day       | 30:30    | Lu Ning        |
| 7     | Mark Selby     | 23:23    | Stuart Bingham |
| 8     | Xiao Guodong   | 23:23    | Joe Perry      |
| 9     | Stuart Bingham | 03:03    | Ryan Day       |
| 10    | Zhao Xintong   | 23:23    | Xiao Guodong   |
| 11    | Ryan Day       | 32:32    | Joe Perry      |
| 12    | Mark Selby     | 13:13    | Lu Ning        |

| Spiel | Spieler 1      | Ergebnis | Spieler 2    |
| ----- | -------------- | -------- | ------------ |
| 13    | Xiao Guodong   | 23:23    | Lu Ning      |
| 14    | Zhao Xintong   | 03:03    | Joe Perry    |
| 15    | Xiao Guodong   | 13:13    | Ryan Day     |
| 16    | Stuart Bingham | 23:23    | Joe Perry    |
| 17    | Zhao Xintong   | 03:03    | Ryan Day     |
| 18    | Stuart Bingham | 23:23    | Lu Ning      |
| 19    | Mark Selby     | 03:03    | Joe Perry    |
| 20    | Zhao Xintong   | 13:13    | Lu Ning      |
| 21    | Mark Selby     | 03:03    | Xiao Guodong |

| Spiel | Spieler 1      | Ergebnis | Spieler 2    |
| ----- | -------------- | -------- | ------------ |
| 13    | Xiao Guodong   | 23:23    | Lu Ning      |
| 14    | Zhao Xintong   | 03:03    | Joe Perry    |
| 15    | Xiao Guodong   | 13:13    | Ryan Day     |
| 16    | Stuart Bingham | 23:23    | Joe Perry    |
| 17    | Zhao Xintong   | 03:03    | Ryan Day     |
| 18    | Stuart Bingham | 23:23    | Lu Ning      |
| 19    | Mark Selby     | 03:03    | Joe Perry    |
| 20    | Zhao Xintong   | 13:13    | Lu Ning      |
| 21    | Mark Selby     | 03:03    | Xiao Guodong |

#### Tabelle
| Pos. | Spieler        | Gegner | Gegner | Gegner | Gegner | Gegner | Gegner | Gegner | Partien | Frames | Punkte | Preisgeld NB |
| ---- | -------------- | ------ | ------ | ------ | ------ | ------ | ------ | ------ | ------- | ------ | ------ | ------------ |
| Pos. | Spieler        | ZHA    | SEL    | XIA    | BIN    | LUN    | PER    | DAY    | Partien | Frames | Punkte | Preisgeld NB |
| 1    | Zhao Xintong   |        | 3:0    | 3:2    | 3:1    | 3:1    | 3:0    | 3:0    | 6:0     | 18:4   | 6      | 6600 £       |
| 2    | Mark Selby     | 0:3    |        | 3:0    | 3:2    | 3:1    | 3:0    | 2:3    | 4:2     | 14:9   | 4      | 2700 £       |
| 3    | Xiao Guodong   | 2:3    | 0:3    |        | 3:2    | 3:2    | 3:2    | 3:1    | 4:2     | 14:13  | 4      | 4900 £       |
| 4    | Stuart Bingham | 1:3    | 2:3    | 2:3    |        | 3:2    | 3:2    | 3:0    | 3:3     | 14:13  | 3      | 003200 £ HB  |
| 5    | Lu Ning        | 1:3    | 1:3    | 2:3    | 2:3    |        | 3:2    | 3:0    | 2:4     | 12:14  | 2      | 1200 £       |
| 6    | Joe Perry      | 0:3    | 0:3    | 2:3    | 2:3    | 2:3    |        | 3:2    | 1:5     | 9:17   | 1      | 900 £        |
| 7    | Ryan Day       | 0:3    | 3:2    | 1:3    | 0:3    | 0:3    | 2:3    |        | 1:5     | 6:17   | 1      | 600 £        |

Qualifikation für das Halbfinale der Gruppe 3
Qualifikation für Gruppe 4

#### K.-o.-Phase
|  | Halbfinale Best of 5 Frames | Halbfinale Best of 5 Frames | Halbfinale Best of 5 Frames |  |  | Finale Best of 5 Frames | Finale Best of 5 Frames | Finale Best of 5 Frames |
|  |                             |                             |                             |  |  |                         |                         |                         |
|  |                             |                             |                             |  |  |                         |                         |                         |
|  | 1                           | Zhao Xintong                | 3                           |  |  |                         |                         |                         |
|  | 4                           | Stuart Bingham              | 1                           |  |  |                         |                         |                         |
|  |                             |                             |                             |  |  | 1                       | Zhao Xintong            | 3                       |
|  |                             |                             |                             |  |  | 3                       | Xiao Guodong            | 2                       |
|  | 2                           | Mark Selby                  | 1                           |  |  |                         |                         |                         |
|  | 3                           | Xiao Guodong                | 3                           |  |  |                         |                         |                         |
|  |                             |                             |                             |  |  |                         |                         |                         |

### Gruppe 4
Die Partien der Gruppe 4 fanden am 5. und 6. Januar 2022 statt. Judd Trump und Kyren Wilson sowie Scott Donaldson, der den ursprünglich vorgesehenen Barry Hawkins ersetzte, wurden für die freien Gruppenplätze eingeladen. Kyren Wilson kam ungeschlagen ins Finale, wurde dann aber vom Vorrundendritten Stuart Bingham mit 3:2 besiegt, der damit den Platz in der Winners’ Group holte. Für Judd Trump war die Championship League nach einem Auftritt wieder beendet, Xiao Guodong schied nach dem dritten vergeblichen Anlauf aus.

#### Gruppenspiele
| Spiel | Spieler 1      | Ergebnis | Spieler 2       |
| ----- | -------------- | -------- | --------------- |
| 1     | Judd Trump     | 30:30    | Scott Donaldson |
| 2     | Kyren Wilson   | 13:13    | Lu Ning         |
| 3     | Judd Trump     | 32:32    | Stuart Bingham  |
| 4     | Mark Selby     | 23:23    | Xiao Guodong    |
| 5     | Kyren Wilson   | 23:23    | Scott Donaldson |
| 6     | Stuart Bingham | 13:13    | Xiao Guodong    |
| 7     | Judd Trump     | 32:32    | Kyren Wilson    |
| 8     | Mark Selby     | 23:23    | Lu Ning         |
| 9     | Kyren Wilson   | 13:13    | Stuart Bingham  |
| 10    | Lu Ning        | 32:32    | Scott Donaldson |
| 11    | Mark Selby     | 13:13    | Stuart Bingham  |
| 12    | Judd Trump     | 13:13    | Xiao Guodong    |

| Spiel | Spieler 1      | Ergebnis | Spieler 2       |
| ----- | -------------- | -------- | --------------- |
| 1     | Judd Trump     | 30:30    | Scott Donaldson |
| 2     | Kyren Wilson   | 13:13    | Lu Ning         |
| 3     | Judd Trump     | 32:32    | Stuart Bingham  |
| 4     | Mark Selby     | 23:23    | Xiao Guodong    |
| 5     | Kyren Wilson   | 23:23    | Scott Donaldson |
| 6     | Stuart Bingham | 13:13    | Xiao Guodong    |
| 7     | Judd Trump     | 32:32    | Kyren Wilson    |
| 8     | Mark Selby     | 23:23    | Lu Ning         |
| 9     | Kyren Wilson   | 13:13    | Stuart Bingham  |
| 10    | Lu Ning        | 32:32    | Scott Donaldson |
| 11    | Mark Selby     | 13:13    | Stuart Bingham  |
| 12    | Judd Trump     | 13:13    | Xiao Guodong    |

| Spiel | Spieler 1      | Ergebnis | Spieler 2       |
| ----- | -------------- | -------- | --------------- |
| 13    | Xiao Guodong   | 32:32    | Lu Ning         |
| 14    | Mark Selby     | 03:03    | Scott Donaldson |
| 15    | Stuart Bingham | 03:03    | Lu Ning         |
| 16    | Mark Selby     | 32:32    | Kyren Wilson    |
| 17    | Stuart Bingham | 03:03    | Scott Donaldson |
| 18    | Kyren Wilson   | 03:03    | Xiao Guodong    |
| 19    | Mark Selby     | 03:03    | Judd Trump      |
| 20    | Xiao Guodong   | 31:31    | Scott Donaldson |
| 21    | Judd Trump     | 03:03    | Lu Ning         |

| Spiel | Spieler 1      | Ergebnis | Spieler 2       |
| ----- | -------------- | -------- | --------------- |
| 13    | Xiao Guodong   | 32:32    | Lu Ning         |
| 14    | Mark Selby     | 03:03    | Scott Donaldson |
| 15    | Stuart Bingham | 03:03    | Lu Ning         |
| 16    | Mark Selby     | 32:32    | Kyren Wilson    |
| 17    | Stuart Bingham | 03:03    | Scott Donaldson |
| 18    | Kyren Wilson   | 03:03    | Xiao Guodong    |
| 19    | Mark Selby     | 03:03    | Judd Trump      |
| 20    | Xiao Guodong   | 31:31    | Scott Donaldson |
| 21    | Judd Trump     | 03:03    | Lu Ning         |

#### Tabelle
| Pos. | Spieler         | Gegner | Gegner | Gegner | Gegner | Gegner | Gegner | Gegner | Partien | Frames | Punkte | Preisgeld NB |
| ---- | --------------- | ------ | ------ | ------ | ------ | ------ | ------ | ------ | ------- | ------ | ------ | ------------ |
| Pos. | Spieler         | KWI    | SEL    | BIN    | DON    | LUN    | TRU    | XIA    | Partien | Frames | Punkte | Preisgeld NB |
| 1    | Kyren Wilson    |        | 3:2    | 3:1    | 3:2    | 3:1    | 3:2    | 3:0    | 6:0     | 18:8   | 6      | 5300 £       |
| 2    | Mark Selby      | 2:3    |        | 3:1    | 3:0    | 3:2    | 3:0    | 3:2    | 5:1     | 17:8   | 5      | 3300 £       |
| 3    | Stuart Bingham  | 1:3    | 1:3    |        | 3:0    | 2:3    | 3:2    | 3:1    | 3:3     | 13:12  | 3      | 6100 £       |
| 4    | Scott Donaldson | 2:3    | 0:3    | 0:3    |        | 3:2    | 3:0    | 3:1    | 3:3     | 11:12  | 3      | 2100 £       |
| 5    | Lu Ning         | 1:3    | 2:3    | 3:2    | 2:3    |        | 0:3    | 3:2    | 2:4     | 11:16  | 2      | 001600 £ HB  |
| 6    | Judd Trump      | 2:3    | 0:3    | 2:3    | 0:3    | 3:0    |        | 3:1    | 2:4     | 10:13  | 2      | 1000 £       |
| 7    | Xiao Guodong    | 0:3    | 2:3    | 1:3    | 1:3    | 2:3    | 1:3    |        | 0:6     | 7:18   | 0      | 700 £        |

Qualifikation für das Halbfinale der Gruppe 4
Qualifikation für Gruppe 5

#### K.-o.-Phase
|  | Halbfinale Best of 5 Frames | Halbfinale Best of 5 Frames | Halbfinale Best of 5 Frames |  |  | Finale Best of 5 Frames | Finale Best of 5 Frames | Finale Best of 5 Frames |
|  |                             |                             |                             |  |  |                         |                         |                         |
|  |                             |                             |                             |  |  |                         |                         |                         |
|  | 1                           | Kyren Wilson                | 3                           |  |  |                         |                         |                         |
|  | 4                           | Scott Donaldson             | 0                           |  |  |                         |                         |                         |
|  |                             |                             |                             |  |  | 1                       | Kyren Wilson            | 2                       |
|  |                             |                             |                             |  |  | 3                       | Stuart Bingham          | 3                       |
|  | 2                           | Mark Selby                  | 2                           |  |  |                         |                         |                         |
|  | 3                           | Stuart Bingham              | 3                           |  |  |                         |                         |                         |
|  |                             |                             |                             |  |  |                         |                         |                         |

### Gruppe 5
Die Partien der Gruppe 5 fanden am 7. und 8. Januar 2022 statt. Martin Gould, Ali Carter und David Gilbert wurden vorab als neue Spieler in dieser Gruppe bekanntgegeben. Jordan Brown sprang für Mark Selby ein, der auf seine dritte Chance verzichtete. Der Nachberufene nutzte zunächst seine Chance zum Gruppensieg vor Scott Donaldson, dem er dann im Finale aber unterlag. Die Mitfavoriten Kyren Wilson und Ali Carter landeten auf den Plätzen und qualifizierten sich für die Gruppe 6, in die es auch Martin Gould als Fünfter schaffte. Für David Gilbert und Lu Ning hingegen war das Turnier beendet.

#### Gruppenspiele
| Spiel | Spieler 1     | Ergebnis | Spieler 2       |
| ----- | ------------- | -------- | --------------- |
| 1     | Martin Gould  | 30:30    | Scott Donaldson |
| 2     | David Gilbert | 13:13    | Lu Ning         |
| 3     | Martin Gould  | 23:23    | Ali Carter      |
| 4     | Kyren Wilson  | 30:30    | Scott Donaldson |
| 5     | David Gilbert | 32:32    | Ali Carter      |
| 6     | Kyren Wilson  | 13:13    | Jordan Brown    |
| 7     | Martin Gould  | 13:13    | David Gilbert   |
| 8     | Jordan Brown  | 23:23    | Lu Ning         |
| 9     | David Gilbert | 31:31    | Scott Donaldson |
| 10    | Ali Carter    | 13:13    | Lu Ning         |
| 11    | Jordan Brown  | 23:23    | Scott Donaldson |
| 12    | Kyren Wilson  | 13:13    | Martin Gould    |

| Spiel | Spieler 1     | Ergebnis | Spieler 2       |
| ----- | ------------- | -------- | --------------- |
| 1     | Martin Gould  | 30:30    | Scott Donaldson |
| 2     | David Gilbert | 13:13    | Lu Ning         |
| 3     | Martin Gould  | 23:23    | Ali Carter      |
| 4     | Kyren Wilson  | 30:30    | Scott Donaldson |
| 5     | David Gilbert | 32:32    | Ali Carter      |
| 6     | Kyren Wilson  | 13:13    | Jordan Brown    |
| 7     | Martin Gould  | 13:13    | David Gilbert   |
| 8     | Jordan Brown  | 23:23    | Lu Ning         |
| 9     | David Gilbert | 31:31    | Scott Donaldson |
| 10    | Ali Carter    | 13:13    | Lu Ning         |
| 11    | Jordan Brown  | 23:23    | Scott Donaldson |
| 12    | Kyren Wilson  | 13:13    | Martin Gould    |

| Spiel | Spieler 1     | Ergebnis | Spieler 2       |
| ----- | ------------- | -------- | --------------- |
| 13    | Kyren Wilson  | 03:03    | Lu Ning         |
| 14    | Ali Carter    | 30:30    | Jordan Brown    |
| 15    | Lu Ning       | 23:23    | Scott Donaldson |
| 16    | David Gilbert | 32:32    | Jordan Brown    |
| 17    | Ali Carter    | 30:30    | Scott Donaldson |
| 18    | Kyren Wilson  | 32:32    | David Gilbert   |
| 19    | Martin Gould  | 30:30    | Jordan Brown    |
| 20    | Kyren Wilson  | 31:31    | Ali Carter      |
| 21    | Martin Gould  | 13:13    | Lu Ning         |

| Spiel | Spieler 1     | Ergebnis | Spieler 2       |
| ----- | ------------- | -------- | --------------- |
| 13    | Kyren Wilson  | 03:03    | Lu Ning         |
| 14    | Ali Carter    | 30:30    | Jordan Brown    |
| 15    | Lu Ning       | 23:23    | Scott Donaldson |
| 16    | David Gilbert | 32:32    | Jordan Brown    |
| 17    | Ali Carter    | 30:30    | Scott Donaldson |
| 18    | Kyren Wilson  | 32:32    | David Gilbert   |
| 19    | Martin Gould  | 30:30    | Jordan Brown    |
| 20    | Kyren Wilson  | 31:31    | Ali Carter      |
| 21    | Martin Gould  | 13:13    | Lu Ning         |

#### Tabelle
| Pos. | Spieler         | Gegner | Gegner | Gegner | Gegner | Gegner | Gegner | Gegner | Partien | Frames | Punkte | Preisgeld NB |
| ---- | --------------- | ------ | ------ | ------ | ------ | ------ | ------ | ------ | ------- | ------ | ------ | ------------ |
| Pos. | Spieler         | BRO    | DON    | KWI    | CAR    | GOU    | GIL    | LUN    | Partien | Frames | Punkte | Preisgeld NB |
| 1    | Jordan Brown    |        | 3:2    | 1:3    | 3:0    | 3:0    | 3:2    | 3:2    | 5:1     | 16:9   | 5      | 5100 £       |
| 2    | Scott Donaldson | 2:3    |        | 3:0    | 3:0    | 3:0    | 3:1    | 2:3    | 4:2     | 16:7   | 4      | 006900 £ HB  |
| 3    | Kyren Wilson    | 3:1    | 0:3    |        | 1:3    | 3:1    | 2:3    | 3:0    | 3:3     | 12:11  | 3      | 2800 £       |
| 4    | Ali Carter      | 0:3    | 0:3    | 3:1    |        | 2:3    | 3:2    | 3:1    | 3:3     | 11:13  | 3      | 2100 £       |
| 5    | Martin Gould    | 0:3    | 0:3    | 1:3    | 3:2    |        | 3:1    | 3:1    | 3:3     | 10:13  | 3      | 1000 £       |
| 6    | David Gilbert   | 2:3    | 1:3    | 3:2    | 2:3    | 1:3    |        | 3:1    | 2:4     | 12:15  | 2      | 1200 £       |
| 7    | Lu Ning         | 2:3    | 3:2    | 0:3    | 1:3    | 1:3    | 1:3    |        | 1:5     | 8:17   | 1      | 0800 £       |

Qualifikation für das Halbfinale der Gruppe 5
Qualifikation für Gruppe 6

#### K.-o.-Phase
|  | Halbfinale Best of 5 Frames | Halbfinale Best of 5 Frames | Halbfinale Best of 5 Frames |  |  | Finale Best of 5 Frames | Finale Best of 5 Frames | Finale Best of 5 Frames |
|  |                             |                             |                             |  |  |                         |                         |                         |
|  |                             |                             |                             |  |  |                         |                         |                         |
|  | 1                           | Jordan Brown                | 3                           |  |  |                         |                         |                         |
|  | 4                           | Ali Carter                  | 0                           |  |  |                         |                         |                         |
|  |                             |                             |                             |  |  | 1                       | Jordan Brown            | 2                       |
|  |                             |                             |                             |  |  | 2                       | Scott Donaldson         | 3                       |
|  | 2                           | Scott Donaldson             | 3                           |  |  |                         |                         |                         |
|  | 3                           | Kyren Wilson                | 2                           |  |  |                         |                         |                         |
|  |                             |                             |                             |  |  |                         |                         |                         |

### Gruppe 6
Die Partien der Gruppe 6 fanden am 17. und 18. Januar 2022 statt. Yan Bingtao, Ding Junhui und Matthew Selt (er ersetzte Ricky Walden) stiegen in dieser Runde ins Turnier ein. Der favorisierte Yan errang den Gruppensieg und verlor nur ein Match – ausgerechnet gegen den ansonsten sieglosen Gruppenletzten Selt. Der zweite Chinese und Mitfavorit Ding sowie Martin Gould erreichten ebenfalls das Halbfinale, genau wie Kyren Wilson, dem dies auch im dritten Anlauf gelang. Am Ende setzte sich Yan Bingtao gegen Gould durch und qualifizierte sich für die Winners’ Group. Ali Carter sicherte sich als Fünfter noch einen Platz in Gruppe 7, während für Selt und Jordan Brown das Turnier zu Ende war.

#### Gruppenspiele
| Spiel | Spieler 1    | Ergebnis | Spieler 2    |
| ----- | ------------ | -------- | ------------ |
| 1     | Yan Bingtao  | 13:13    | Ali Carter   |
| 2     | Martin Gould | 23:23    | Matthew Selt |
| 3     | Yan Bingtao  | 13:13    | Ding Junhui  |
| 4     | Kyren Wilson | 32:32    | Jordan Brown |
| 5     | Matthew Selt | 32:32    | Ding Junhui  |
| 6     | Ali Carter   | 03:03    | Jordan Brown |
| 7     | Yan Bingtao  | 32:32    | Matthew Selt |
| 8     | Martin Gould | 23:23    | Kyren Wilson |
| 9     | Ali Carter   | 03:03    | Matthew Selt |
| 10    | Ding Junhui  | 23:23    | Martin Gould |
| 11    | Ali Carter   | 31:31    | Kyren Wilson |
| 12    | Yan Bingtao  | 03:03    | Jordan Brown |

| Spiel | Spieler 1    | Ergebnis | Spieler 2    |
| ----- | ------------ | -------- | ------------ |
| 1     | Yan Bingtao  | 13:13    | Ali Carter   |
| 2     | Martin Gould | 23:23    | Matthew Selt |
| 3     | Yan Bingtao  | 13:13    | Ding Junhui  |
| 4     | Kyren Wilson | 32:32    | Jordan Brown |
| 5     | Matthew Selt | 32:32    | Ding Junhui  |
| 6     | Ali Carter   | 03:03    | Jordan Brown |
| 7     | Yan Bingtao  | 32:32    | Matthew Selt |
| 8     | Martin Gould | 23:23    | Kyren Wilson |
| 9     | Ali Carter   | 03:03    | Matthew Selt |
| 10    | Ding Junhui  | 23:23    | Martin Gould |
| 11    | Ali Carter   | 31:31    | Kyren Wilson |
| 12    | Yan Bingtao  | 03:03    | Jordan Brown |

| Spiel | Spieler 1    | Ergebnis | Spieler 2    |
| ----- | ------------ | -------- | ------------ |
| 13    | Martin Gould | 23:23    | Jordan Brown |
| 14    | Ding Junhui  | 30:30    | Kyren Wilson |
| 15    | Martin Gould | 13:13    | Ali Carter   |
| 16    | Kyren Wilson | 03:03    | Matthew Selt |
| 17    | Ding Junhui  | 13:13    | Ali Carter   |
| 18    | Matthew Selt | 31:31    | Jordan Brown |
| 19    | Yan Bingtao  | 03:03    | Kyren Wilson |
| 20    | Ding Junhui  | 23:23    | Jordan Brown |
| 21    | Yan Bingtao  | 03:03    | Martin Gould |

| Spiel | Spieler 1    | Ergebnis | Spieler 2    |
| ----- | ------------ | -------- | ------------ |
| 13    | Martin Gould | 23:23    | Jordan Brown |
| 14    | Ding Junhui  | 30:30    | Kyren Wilson |
| 15    | Martin Gould | 13:13    | Ali Carter   |
| 16    | Kyren Wilson | 03:03    | Matthew Selt |
| 17    | Ding Junhui  | 13:13    | Ali Carter   |
| 18    | Matthew Selt | 31:31    | Jordan Brown |
| 19    | Yan Bingtao  | 03:03    | Kyren Wilson |
| 20    | Ding Junhui  | 23:23    | Jordan Brown |
| 21    | Yan Bingtao  | 03:03    | Martin Gould |

#### Tabelle
| Pos. | Spieler      | Gegner | Gegner | Gegner | Gegner | Gegner | Gegner | Gegner | Partien | Frames | Punkte | Preisgeld NB |
| ---- | ------------ | ------ | ------ | ------ | ------ | ------ | ------ | ------ | ------- | ------ | ------ | ------------ |
| Pos. | Spieler      | YAN    | GOU    | DIN    | KWI    | CAR    | BRO    | SLT    | Partien | Frames | Punkte | Preisgeld NB |
| 1    | Yan Bingtao  |        | 3:0    | 3:1    | 3:0    | 3:1    | 3:0    | 2:3    | 5:1     | 17:5   | 5      | 6500 £       |
| 2    | Martin Gould | 0:3    |        | 2:3    | 3:2    | 3:1    | 3:2    | 3:2    | 4:2     | 14:13  | 4      | 4600 £       |
| 3    | Ding Junhui  | 1:3    | 3:2    |        | 0:3    | 3:1    | 3:2    | 3:2    | 4:2     | 13:13  | 4      | 2900 £       |
| 4    | Kyren Wilson | 0:3    | 2:3    | 3:0    |        | 3:1    | 2:3    | 3:0    | 3:3     | 13:10  | 3      | 002550 £ HB  |
| 5    | Ali Carter   | 1:3    | 1:3    | 1:3    | 1:3    |        | 3:0    | 3:0    | 2:4     | 10:12  | 2      | 001250 £ HB  |
| 6    | Jordan Brown | 0:3    | 2:3    | 2:3    | 3:2    | 0:3    |        | 3:1    | 2:4     | 10:15  | 2      | 1000 £       |
| 7    | Matthew Selt | 3:2    | 2:3    | 2:3    | 0:3    | 0:3    | 1:3    |        | 1:5     | 8:17   | 1      | 0800 £       |

Qualifikation für das Halbfinale der Gruppe 6
Qualifikation für Gruppe 7

#### K.-o.-Phase
|  | Halbfinale Best of 5 Frames | Halbfinale Best of 5 Frames | Halbfinale Best of 5 Frames |  |  | Finale Best of 5 Frames | Finale Best of 5 Frames | Finale Best of 5 Frames |
|  |                             |                             |                             |  |  |                         |                         |                         |
|  |                             |                             |                             |  |  |                         |                         |                         |
|  | 1                           | Yan Bingtao                 | 3                           |  |  |                         |                         |                         |
|  | 4                           | Kyren Wilson                | 0                           |  |  |                         |                         |                         |
|  |                             |                             |                             |  |  | 1                       | Yan Bingtao             | 3                       |
|  |                             |                             |                             |  |  | 2                       | Martin Gould            | 1                       |
|  | 2                           | Martin Gould                | 3                           |  |  |                         |                         |                         |
|  | 3                           | Ding Junhui                 | 2                           |  |  |                         |                         |                         |
|  |                             |                             |                             |  |  |                         |                         |                         |

### Gruppe 7
Mit den Partien der Gruppe 7 am 1. und 2. Februar 2022 endete die Qualifikationsphase für die Winners’ Group des Turniers. Ronnie O’Sullivan und John Higgins bekamen als letzte Spieler noch eine Teilnahmechance. Durch den Rückzug von Neil Robertson durfte Ricky Walden nach seiner Absage in Gruppe 6 doch noch teilnehmen. Von den dreien kam nur John Higgins in die K.-o.-Runde. Er erreichte das Finale und mit einem 3:2-Sieg über Ding Junhui komplettierte er die Winners’ Group.

#### Gruppenspiele
| Spiel | Spieler 1         | Ergebnis | Spieler 2    |
| ----- | ----------------- | -------- | ------------ |
| 1     | Ronnie O’Sullivan | 30:30    | Kyren Wilson |
| 2     | Ricky Walden      | 30:30    | Ali Carter   |
| 3     | Ronnie O’Sullivan | 30:30    | John Higgins |
| 4     | Martin Gould      | 31:31    | Ding Junhui  |
| 5     | John Higgins      | 13:13    | Ricky Walden |
| 6     | Kyren Wilson      | 03:03    | Martin Gould |
| 7     | Ronnie O’Sullivan | 23:23    | Ricky Walden |
| 8     | Ali Carter        | 31:31    | Ding Junhui  |
| 9     | Kyren Wilson      | 13:13    | Ricky Walden |
| 10    | John Higgins      | 30:30    | Ali Carter   |
| 11    | Kyren Wilson      | 03:03    | Ding Junhui  |
| 12    | Ronnie O’Sullivan | 32:32    | Martin Gould |

| Spiel | Spieler 1         | Ergebnis | Spieler 2    |
| ----- | ----------------- | -------- | ------------ |
| 1     | Ronnie O’Sullivan | 30:30    | Kyren Wilson |
| 2     | Ricky Walden      | 30:30    | Ali Carter   |
| 3     | Ronnie O’Sullivan | 30:30    | John Higgins |
| 4     | Martin Gould      | 31:31    | Ding Junhui  |
| 5     | John Higgins      | 13:13    | Ricky Walden |
| 6     | Kyren Wilson      | 03:03    | Martin Gould |
| 7     | Ronnie O’Sullivan | 23:23    | Ricky Walden |
| 8     | Ali Carter        | 31:31    | Ding Junhui  |
| 9     | Kyren Wilson      | 13:13    | Ricky Walden |
| 10    | John Higgins      | 30:30    | Ali Carter   |
| 11    | Kyren Wilson      | 03:03    | Ding Junhui  |
| 12    | Ronnie O’Sullivan | 32:32    | Martin Gould |

| Spiel | Spieler 1         | Ergebnis | Spieler 2    |
| ----- | ----------------- | -------- | ------------ |
| 13    | Martin Gould      | 31:31    | Ali Carter   |
| 14    | John Higgins      | 23:23    | Ding Junhui  |
| 15    | Kyren Wilson      | 32:32    | Ali Carter   |
| 16    | Ricky Walden      | 32:32    | Ding Junhui  |
| 17    | Kyren Wilson      | 31:31    | John Higgins |
| 18    | Martin Gould      | 32:32    | Ricky Walden |
| 19    | Ronnie O’Sullivan | 23:23    | Ding Junhui  |
| 20    | John Higgins      | 13:13    | Martin Gould |
| 21    | Ronnie O’Sullivan | 32:32    | Ali Carter   |

| Spiel | Spieler 1         | Ergebnis | Spieler 2    |
| ----- | ----------------- | -------- | ------------ |
| 13    | Martin Gould      | 31:31    | Ali Carter   |
| 14    | John Higgins      | 23:23    | Ding Junhui  |
| 15    | Kyren Wilson      | 32:32    | Ali Carter   |
| 16    | Ricky Walden      | 32:32    | Ding Junhui  |
| 17    | Kyren Wilson      | 31:31    | John Higgins |
| 18    | Martin Gould      | 32:32    | Ricky Walden |
| 19    | Ronnie O’Sullivan | 23:23    | Ding Junhui  |
| 20    | John Higgins      | 13:13    | Martin Gould |
| 21    | Ronnie O’Sullivan | 32:32    | Ali Carter   |

#### Tabelle
| Pos. | Spieler           | Gegner | Gegner | Gegner | Gegner | Gegner | Gegner | Gegner | Partien | Frames | Punkte | Preisgeld NB |
| ---- | ----------------- | ------ | ------ | ------ | ------ | ------ | ------ | ------ | ------- | ------ | ------ | ------------ |
| Pos. | Spieler           | CAR    | HIG    | KWI    | DIN    | OSU    | WAL    | GOU    | Partien | Frames | Punkte | Preisgeld NB |
| 1    | Ali Carter        |        | 3:0    | 3:2    | 1:3    | 3:2    | 3:0    | 3:1    | 5:1     | 16:8   | 5      | 003600 £ HB  |
| 2    | John Higgins      | 0:3    |        | 3:1    | 3:2    | 3:0    | 3:1    | 3:1    | 5:1     | 15:8   | 5      | 6300 £       |
| 3    | Kyren Wilson      | 2:3    | 1:3    |        | 3:0    | 3:0    | 3:1    | 3:0    | 4:2     | 15:7   | 4      | 2800 £       |
| 4    | Ding Junhui       | 3:1    | 2:3    | 0:3    |        | 2:3    | 3:2    | 3:1    | 3:3     | 13:13  | 3      | 4800 £       |
| 5    | Ronnie O’Sullivan | 2:3    | 0:3    | 0:3    | 3:2    |        | 3:2    | 2:3    | 2:4     | 10:16  | 2      | 1000 £       |
| 6    | Ricky Walden      | 0:3    | 1:3    | 1:3    | 2:3    | 2:3    |        | 3:2    | 1:5     | 9:17   | 1      | 0900 £       |
| 7    | Martin Gould      | 1:3    | 1:3    | 0:3    | 1:3    | 3:2    | 2:3    |        | 1:5     | 8:17   | 1      | 0800 £       |

Qualifikation für das Halbfinale der Gruppe 7

#### K.-o.-Phase
|  | Halbfinale Best of 5 Frames | Halbfinale Best of 5 Frames | Halbfinale Best of 5 Frames |  |  | Finale Best of 5 Frames | Finale Best of 5 Frames | Finale Best of 5 Frames |
|  |                             |                             |                             |  |  |                         |                         |                         |
|  |                             |                             |                             |  |  |                         |                         |                         |
|  | 1                           | Ali Carter                  | 2                           |  |  |                         |                         |                         |
|  | 4                           | Ding Junhui                 | 3                           |  |  |                         |                         |                         |
|  |                             |                             |                             |  |  | 4                       | Ding Junhui             | 2                       |
|  |                             |                             |                             |  |  | 2                       | John Higgins            | 3                       |
|  | 2                           | John Higgins                | 3                           |  |  |                         |                         |                         |
|  | 3                           | Kyren Wilson                | 1                           |  |  |                         |                         |                         |
|  |                             |                             |                             |  |  |                         |                         |                         |

## Winners’ Group

### Gruppenspiele
Die Sieger der sieben Gruppen qualifizierten sich für die Gruppenphase der Finalrunde in der Morningside Arena von Leicester und spielten im Round-Robin-Modus um den Einzug ins Halbfinale. Die Spiele fanden am 3. und 4. Februar statt. Gruppensieger wurde Stuart Bingham, der nur eine Partie verlor. Drei Spieler gewannen jeweils vier Partien und folgten ihm damit in die Entscheidungsphase.
| Spiel | Spieler 1      | Ergebnis | Spieler 2       |
| ----- | -------------- | -------- | --------------- |
| 1     | John Higgins   | 23:23    | Graeme Dott     |
| 2     | Stuart Bingham | 23:23    | Yan Bingtao     |
| 3     | John Higgins   | 13:13    | Zhao Xintong    |
| 4     | Liang Wenbo    | 03:03    | Scott Donaldson |
| 5     | Zhao Xintong   | 30:30    | Stuart Bingham  |
| 6     | Graeme Dott    | 30:30    | Scott Donaldson |
| 7     | John Higgins   | 32:32    | Stuart Bingham  |
| 8     | Yan Bingtao    | 03:03    | Liang Wenbo     |
| 9     | Stuart Bingham | 23:23    | Graeme Dott     |
| 10    | Zhao Xintong   | 23:23    | Yan Bingtao     |
| 11    | Graeme Dott    | 23:23    | Liang Wenbo     |
| 12    | John Higgins   | 23:23    | Scott Donaldson |

| Spiel | Spieler 1      | Ergebnis | Spieler 2       |
| ----- | -------------- | -------- | --------------- |
| 1     | John Higgins   | 23:23    | Graeme Dott     |
| 2     | Stuart Bingham | 23:23    | Yan Bingtao     |
| 3     | John Higgins   | 13:13    | Zhao Xintong    |
| 4     | Liang Wenbo    | 03:03    | Scott Donaldson |
| 5     | Zhao Xintong   | 30:30    | Stuart Bingham  |
| 6     | Graeme Dott    | 30:30    | Scott Donaldson |
| 7     | John Higgins   | 32:32    | Stuart Bingham  |
| 8     | Yan Bingtao    | 03:03    | Liang Wenbo     |
| 9     | Stuart Bingham | 23:23    | Graeme Dott     |
| 10    | Zhao Xintong   | 23:23    | Yan Bingtao     |
| 11    | Graeme Dott    | 23:23    | Liang Wenbo     |
| 12    | John Higgins   | 23:23    | Scott Donaldson |

| Spiel | Spieler 1      | Ergebnis | Spieler 2       |
| ----- | -------------- | -------- | --------------- |
| 13    | Yan Bingtao    | 03:03    | Scott Donaldson |
| 14    | Zhao Xintong   | 13:13    | Liang Wenbo     |
| 15    | Yan Bingtao    | 03:03    | Graeme Dott     |
| 16    | Stuart Bingham | 30:30    | Liang Wenbo     |
| 17    | Zhao Xintong   | 31:31    | Graeme Dott     |
| 18    | Stuart Bingham | 03:03    | Scott Donaldson |
| 19    | John Higgins   | 13:13    | Liang Wenbo     |
| 20    | Zhao Xintong   | 32:32    | Scott Donaldson |
| 21    | John Higgins   | 30:30    | Yan Bingtao     |

| Spiel | Spieler 1      | Ergebnis | Spieler 2       |
| ----- | -------------- | -------- | --------------- |
| 13    | Yan Bingtao    | 03:03    | Scott Donaldson |
| 14    | Zhao Xintong   | 13:13    | Liang Wenbo     |
| 15    | Yan Bingtao    | 03:03    | Graeme Dott     |
| 16    | Stuart Bingham | 30:30    | Liang Wenbo     |
| 17    | Zhao Xintong   | 31:31    | Graeme Dott     |
| 18    | Stuart Bingham | 03:03    | Scott Donaldson |
| 19    | John Higgins   | 13:13    | Liang Wenbo     |
| 20    | Zhao Xintong   | 32:32    | Scott Donaldson |
| 21    | John Higgins   | 30:30    | Yan Bingtao     |

### Tabelle
| Pos. | Spieler         | Gegner | Gegner | Gegner | Gegner | Gegner | Gegner | Gegner | Partien | Frames | Punkte | Preisgeld NB |
| ---- | --------------- | ------ | ------ | ------ | ------ | ------ | ------ | ------ | ------- | ------ | ------ | ------------ |
| Pos. | Spieler         | BIN    | YAN    | HIG    | LIA    | ZHA    | DOT    | DON    | Partien | Frames | Punkte | Preisgeld NB |
| 1    | Stuart Bingham  |        | 3:2    | 3:2    | 0:3    | 3:0    | 3:2    | 3:0    | 5:1     | 15:9   | 5      | 09500 £      |
| 2    | Yan Bingtao     | 2:3    |        | 3:0    | 3:0    | 2:3    | 3:0    | 3:0    | 4:2     | 16:6   | 4      | 07800 £ HB   |
| 3    | John Higgins    | 2:3    | 0:3    |        | 3:1    | 3:1    | 3:2    | 3:2    | 4:2     | 14:12  | 4      | 14300 £      |
| 4    | Liang Wenbo     | 3:0    | 0:3    | 1:3    |        | 1:3    | 2:3    | 3:0    | 4:2     | 10:12  | 4      | 05600 £      |
| 5    | Zhao Xintong    | 0:3    | 3:2    | 1:3    | 3:1    |        | 1:3    | 2:3    | 2:4     | 10:15  | 2      | 02000 £      |
| 6    | Graeme Dott     | 2:3    | 0:3    | 2:3    | 3:2    | 3:1    |        | 0:3    | 2:4     | 10:15  | 2      | 02000 £      |
| 7    | Scott Donaldson | 0:3    | 0:3    | 2:3    | 0:3    | 3:2    | 3:0    |        | 2:4     | 8:14   | 2      | 01600 £      |

Qualifikation für das Halbfinale der Finalrunde

### Endrunde
Alle Spiele der Endrunde gingen über die volle Distanz von 5 Frames. Stuart Bingham bekam im Halbfinale den ersten Frame kampflos, weil Liang Wenbo nicht rechtzeitig am Tisch gewesen war, und gewann doch erst im Entscheidungsframe. John Higgins lag gegen Yan Bingtao schon 0:2 zurück, drehte das Spiel und gewann erst mit der letzten Schwarzen das Spiel. Bingham gelang es im Endspiel zwar, ebenfalls ein 0:2 wettzumachen, den entscheidenden letzten Frame holte aber Higgins, der sich damit seinen dritten Sieg bei diesem Turnier holte.

|  | Halbfinale Best of 5 Frames | Halbfinale Best of 5 Frames | Halbfinale Best of 5 Frames |  |  | Finale Best of 5 Frames | Finale Best of 5 Frames | Finale Best of 5 Frames |
|  |                             |                             |                             |  |  |                         |                         |                         |
|  |                             |                             |                             |  |  |                         |                         |                         |
|  | 1                           | Stuart Bingham              | 3                           |  |  |                         |                         |                         |
|  | 4                           | Liang Wenbo                 | 2                           |  |  |                         |                         |                         |
|  |                             |                             |                             |  |  | 1                       | Stuart Bingham          | 2                       |
|  |                             |                             |                             |  |  | 3                       | John Higgins            | 3                       |
|  | 2                           | Yan Bingtao                 | 2                           |  |  |                         |                         |                         |
|  | 3                           | John Higgins                | 3                           |  |  |                         |                         |                         |
|  |                             |                             |                             |  |  |                         |                         |                         |

### Finale
| Finale: Best of 5 Frames Schiedsrichter/in: Brendan Moore Morningside Arena, Leicester, England, 3. Februar 2022 |                |              |
| Stuart Bingham                                                                                                   | 2:3            | John Higgins |
| 6:84 (50), 28:83 (82), 59:2, 110:0 (110), 44:88 (88)                                                             |                |              |
| 110 | Höchstes Break | 88           |
| 1 | Century-Breaks | –            |
| 1 | 50+-Breaks     | 3            |

## Century-Breaks

### Winners’ Group
Anzahl: 14
| Zhao Xintong    | 143, 125           |
| Yan Bingtao     | 142, 135           |
| Stuart Bingham  | 142, 110, 108, 102 |
| Scott Donaldson | 118                |
| John Higgins    | 112                |
| Graeme Dott     | 111, 101           |
| Liang Wenbo     | 108, 106           |

### Qualifikationsgruppen
Anzahl: 113 (Stand: inkl. Gruppe 7)
| Ryan Day       | 1422, 132, 122, 110, 113, 101 (2×), 100                     |
| Ali Carter     | 1417, 1406                                                  |
| Kyren Wilson   | 1406, 135, 134, 129, 128 (2×), 121, 119, 118, 112, 102, 100 |
| Xiao Guodong   | 140, 131, 117, 116, 113, 112, 111, 101                      |
| Jack Lisowski  | 140, 118, 112, 106, 103, 100                                |
| Stuart Bingham | 1393, 137, 133, 130, 119, 104, 100                          |
| Yan Bingtao    | 138 (2×), 128, 114, 111, 110                                |
| Zhao Xintong   | 138, 122, 100                                               |
| Lu Ning        | 1384, 114, 111, 104, 101                                    |
| Zhou Yuelong   | 1361, 119, 116                                              |
| Liang Wenbo    | 1361, 101                                                   |
| Ding Junhui    | 138, 134 (2×), 131 (2×), 127, 105, 101                      |
| John Higgins   | 134, 112 (2×), 100 (2×), 102 (2×)                           |

| Scott Donaldson   | 1325, 130, 129, 103          |
| Ricky Walden      | 132, 110, 108                |
| Mark Selby        | 131, 129, 127, 125, 108, 100 |
| David Gilbert     | 127                          |
| Joe Perry         | 123 (2×), 103                |
| Tom Ford          | 123                          |
| Martin Gould      | 122, 115, 101                |
| Gary Wilson       | 118, 117, 111, 105           |
| Ronnie O’Sullivan | 116 , 106                    |
| Jordan Brown      | 117, 108, 101 (2×)           |
| Matthew Selt      | 110                          |
| Judd Trump        | 107, 103                     |
| Graeme Dott       | 100 (2×)                     |

x die hochgestellte Zahl markiert das jeweils höchste Break in Gruppe x